# Honor 60
Honor 60 — лінія смартфонів, розроблених компанією Honor, що входять у флагманську серію «N». Лінія складається з Honor 60, 60 Pro та 60 SE. Honor 60 та 60 Pro Були представлені 1 грудня 2021 року, а Honor 60 SE — 7 лютого 2022 року.

## Дизайн
Екран та задня панель виконані зі скла. Бокова частина виконана з пластику.
За дизайном Honor 60 та 60 Pro нагадують попередню лінійку Honor 50, а Honor 60 SE нагадує iPhone 13 Pro.
Знизу розташовані роз'єм USB-C, динамік мікрофон та слот під 2 SIM-картки. Зверху розміщений 1 додатковий мікрофон в Honor 60, 1 додатковий мікрофон і другий динамік в 60 Pro та 2 додатковий мікрофони в 60 SE. З правого боку розміщені кнопки регулювання гучності та кнопка блокування смартфона.
Honor 60 продається в 4 кольорах: Magic Starry Sky (світло-синій), Juliet (сріблясто-рожевий), Jade Ink Green (зелений) та Bright Black (чорний).
Honor 60 Pro продається в 5 кольорах: HONOR Code (блакитний з написами «HONOR»), Magic Starry Sky (світло-синій), Juliet (сріблясто-рожевий), Jade Ink Green (зелений) та Bright Black (чорний).
Honor 60 SE продається у 3 кольорах: Streamer Magic Mirror (блакитний), Jade Ink Green (зелений) та Bright Black (чорний).

## Технічні характеристики

### Платформа
Honor 60 отримав процесор Qualcomm Snapdragon 778G, а 60 Pro — Snapdragon 778G+. Обидва процесоори працюють в парі з графічним процесором Adreno 642L.
Honor 60 SE отримав процесор MediaTek MT6877 Dimensity 900 та графічний процесор Mali-G68 MC4.

### Батарея
Honor 60 та 60 Pro отримали батарею об'ємом 4800 мА·год, а Honor 60 SE — 4300 мА·год. В Honor 60 та 60 SE акумулятор літій-іонного типу, коли в Honor 60 Pro — літій-полімерного. Також всі моделі мають підтримку швидкої зарядки на 66 Вт та зворотної дротової зарядки на 5 Вт.

### Камера

#### Основна камера
Honor 60 отримав потрійну основну камеру 108 Мп, f/1.9 (ширококутний) з фазовим автофокусом + 8 Мп, f/2.2 (надширококутний) з кутом огляду 112° + 2 Мп, f/2.4 (макро).
Honor 60 Pro отримав потрійну основну камеру 108 Мп, f/1.9 (ширококутний) з фазовим автофокусом + 50 Мп, f/2.2 (надширококутний) з кутом огляду 122° + 2 Мп, f/2.4 (макро).
Honor 60 SE отримав основну потрійну камеру 64 Мп, f/1.8 (ширококутний) з фазовим автофокусом + 5 Мп, f/2.2 (надширококутний) + 2 Мп, f/2.4 (макро).
Усі моделі вміють записувати відео у роздільній здатності 4K@30fps.

#### Передня камера
Honor 60 отримав фронтальну камеру 32 Мп, f/2.4 (ширококутний) з можливістю запису відео у роздільній здатності 1080p@30fps.
Honor 60 Pro отримав фронтальну камеру 50 Мп, f/2.4 (надширококутний) з можливістю запису відео у роздільній здатності 4K@30fps.
Honor 60 SE отримав фронтальну камеру 16 Мп, f/2.5 (ширококутний) з можливістю запису відео у роздільній здатності 1080p@30fps.

### Екран
Honor 60 та 60 SE отримали загнутий OLED-екран, 6.67", FullHD+ (2400 × 1080) зі щільністю пікселів 395 ppi, співвідношенням сторін 20:9, частотою оновлення дисплею 120 Гц та круглим вирізом під фронтальну камеру, що знаходиться зверху в центрі. В Honor 60 присутня підтримка HDR10, а в 60 SE — HDR.
Honor 60 Pro отримав загнутий OLED-екран, 6.78", 2652 × 1200 зі щільністю пікселів 429 ppi, співвідношенням сторін 19.9:9, частотою оновлення дисплею 120 Гц, підтримкою технології HDR10+ та круглим вирізом під фронтальну камеру, що знаходиться зверху в центрі.

### Звук
Honor 60 Pro отримав стереодинаміки. Динаміки розташовані на верхньому та нижньому торцях. В Honor 60 та 60 SE монозвук.

### Пам'ять
Honor 60 та 60 SE продаються в комплектаціях 8/128, 8/256 та 12/256 ГБ.
Honor 60 Pro продається в комплектаціях 8/256 та 12/256 ГБ.

### Програмне забезпечення
Смартфони лінійки були випущені на Magic UI 5.0 на базі Android 11. Були оновлені до Magic UI 7.1]] на базі Android 13.